# Belavia

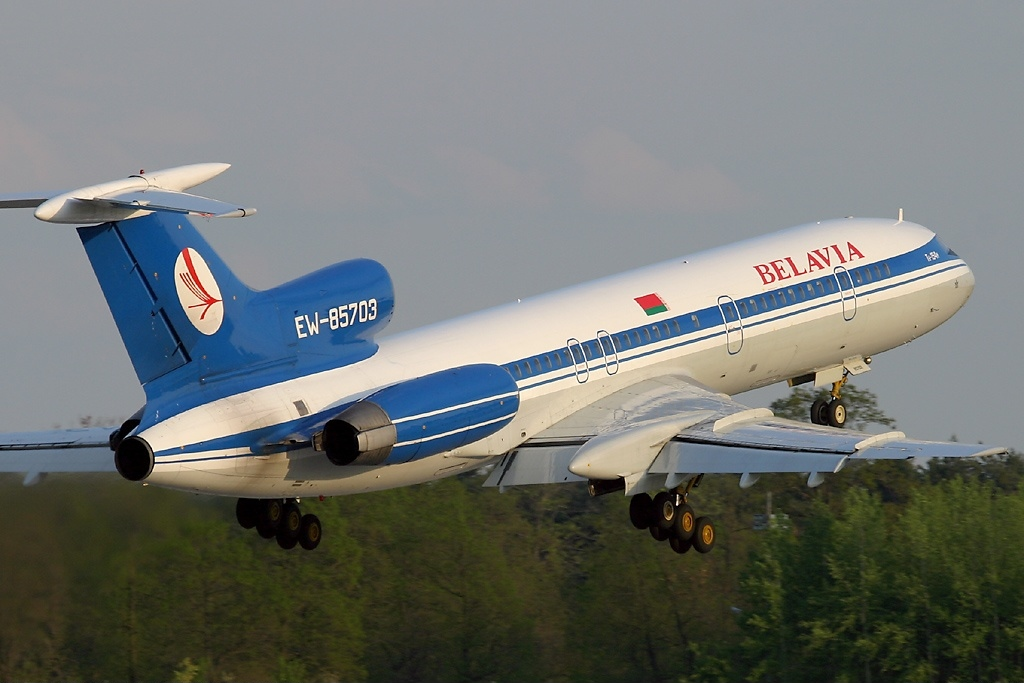
W latach 1996–2016 samoloty Tu-154 stanowiły trzon floty linii Belavia

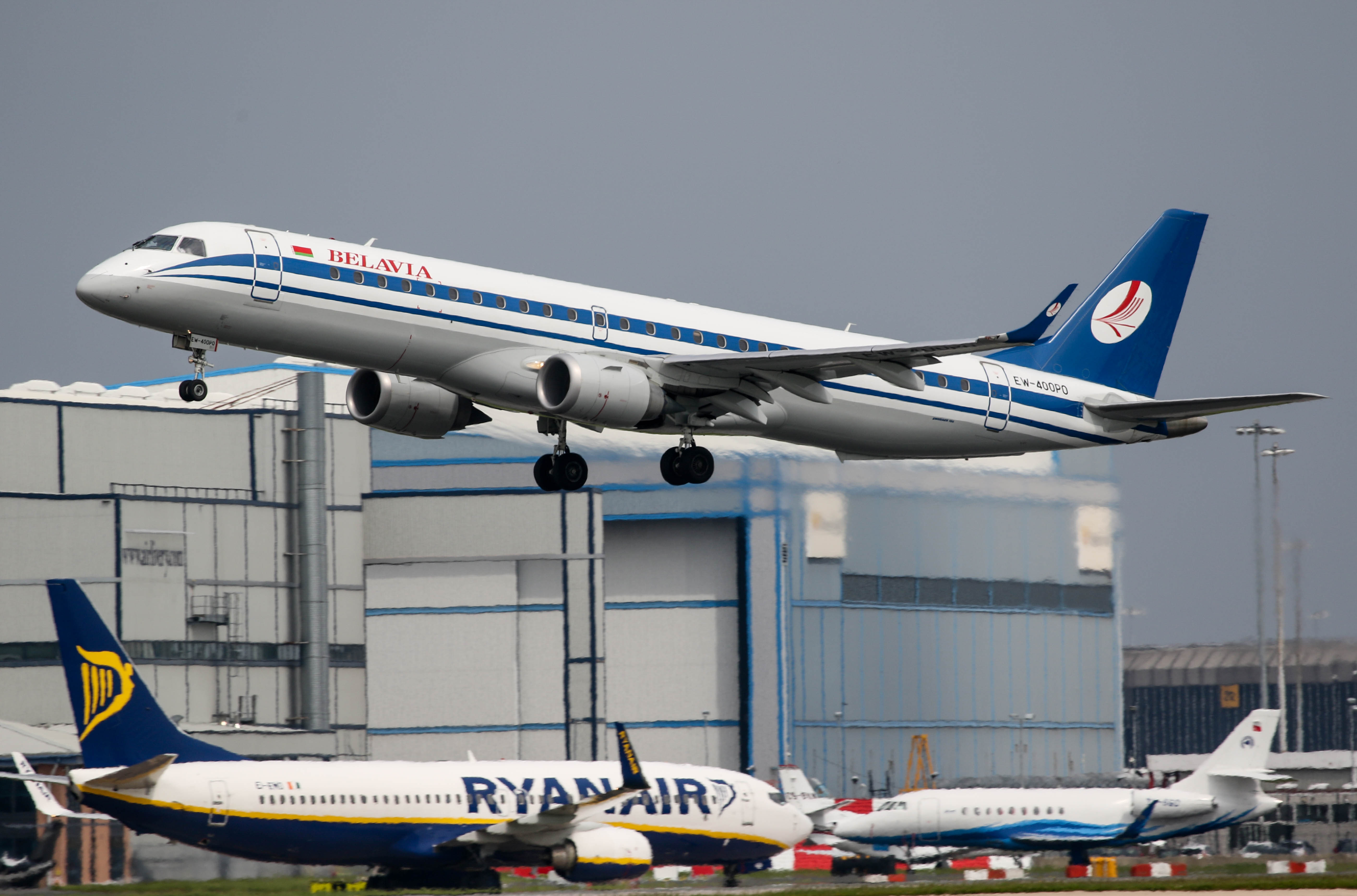
Embraer 195 linii Belavia

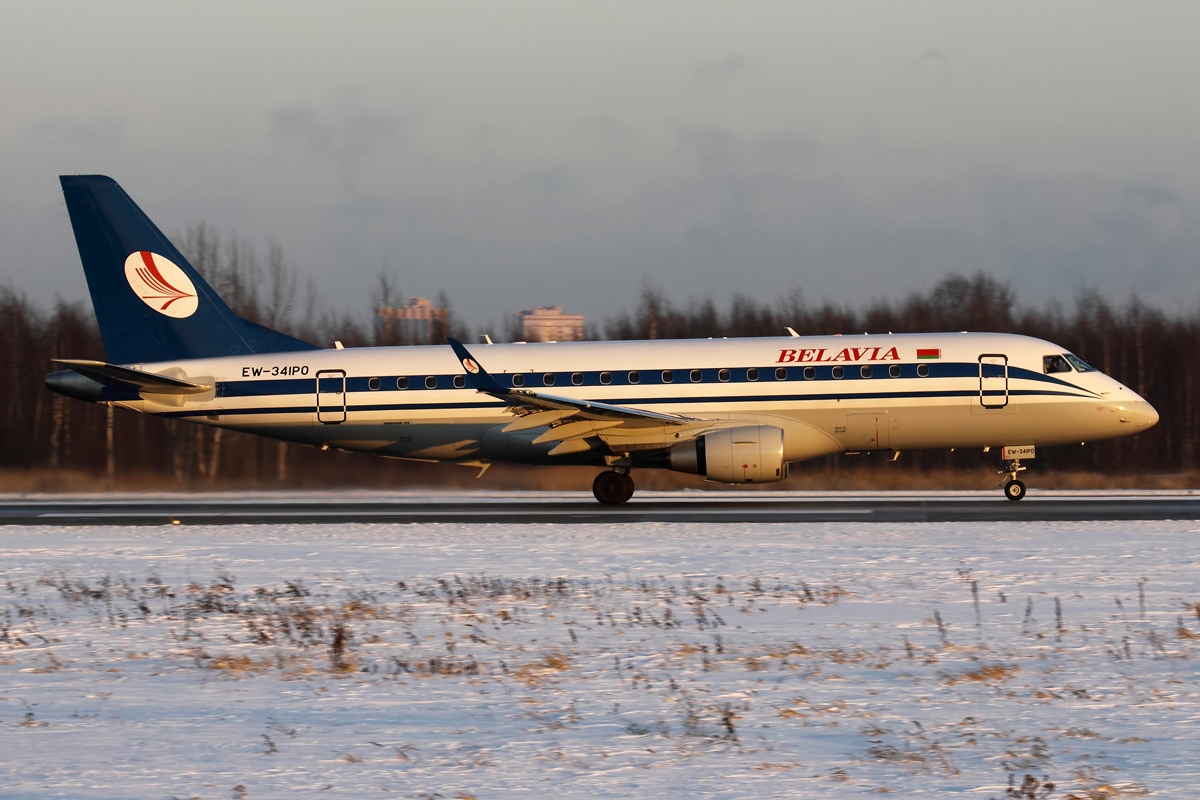
Embraer 175 linii Belavia

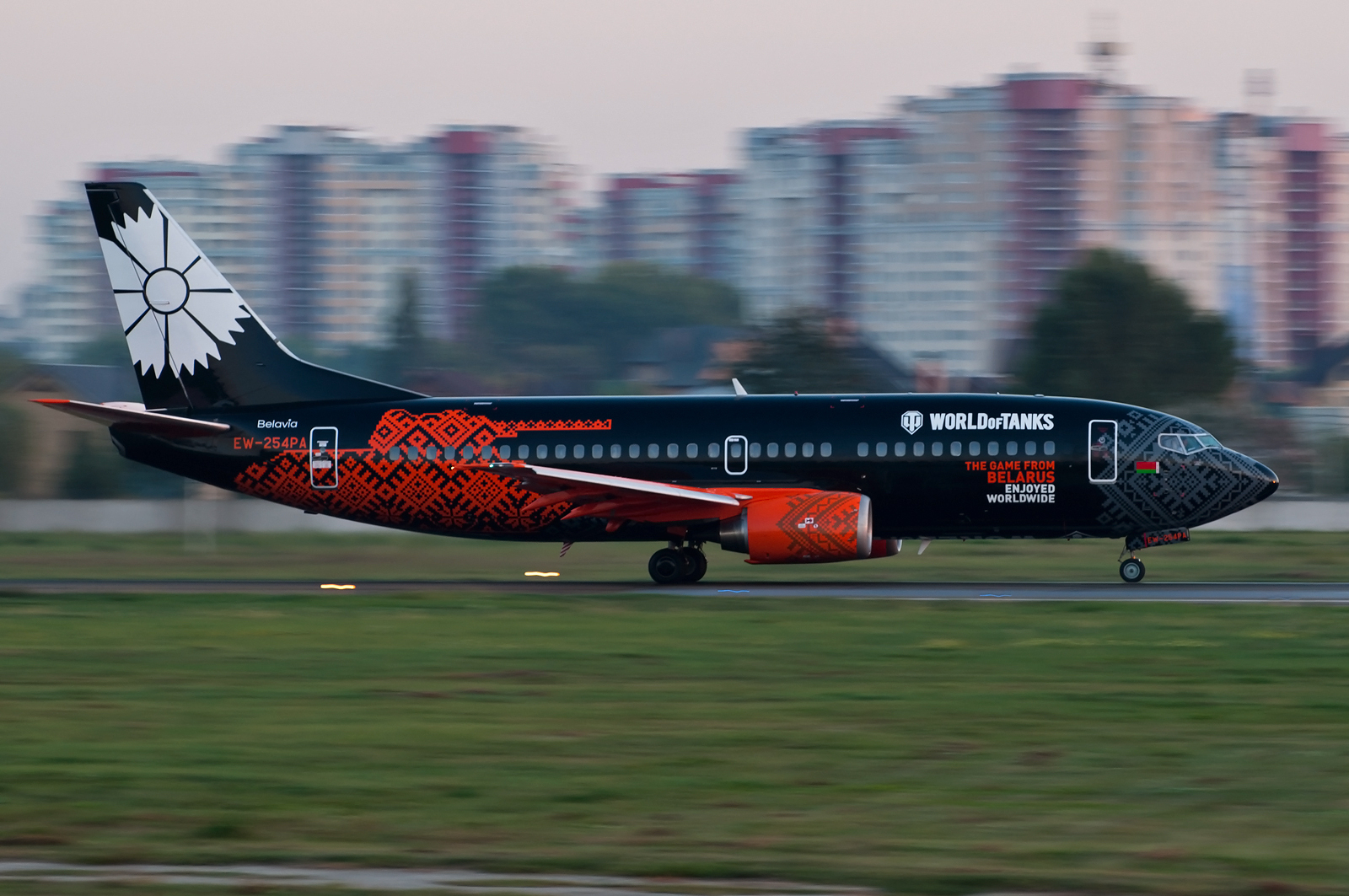
Boeing 737-300 linii Belavia w okolicznościowym malowaniu

Belavia (kod IATA: B2) – białoruski narodowy przewoźnik lotniczy z główną bazą w Mińsku, założony w 1996 roku. Przewozi rocznie ponad 300 tysięcy pasażerów, oferując loty do Europy, na Bliski Wschód oraz do niektórych krajów Wspólnoty Niepodległych Państw. Jedynym polskim lotniskiem obsługiwanym przez tego przewoźnika było Lotnisko Chopina w Warszawie. Na Belavię został w 2021 nałożony zakaz korzystania z przestrzeni powietrznej oraz lotnisk Unii Europejskiej.
Agencja ratingowa Skytrax przyznała linii trzy gwiazdki.
W 2021 z powodu kryzysu migracyjnego Belavia została dodana do listy sankcyjnej UE i Szwajcarii. W sierpniu 2023 Stany Zjednoczone dodały Belavię do wykazu specjalnie wyznaczonych obywateli i osób zablokowanych.
W lutym 2024 dekretem rządowym przewoźnik przejął Grodno Aviakompania, jedyną prywatną linię lotniczą Białorusi.

## Połączenia codeshare
Belavia ma codeshare z następującymi liniami:
| - Etihad Airways - S7 Airlines | - Uzbekistan Airways |

## Flota
Według stanu na grudzień 2024 flota Belavia składała się z 13 samolotów o średnim wieku 12,3 lat:
14 lutego 2012 na Singapore Airshow linie potwierdziły leasing dwóch samolotów Embraer E175. Właścicielem samolotów była amerykańska firma Aircraft Lease Corporation (ALC). Ich leasing zakończył się jesienią 2021.

## Połączenia[11]
Armenia
- Erywań – Port lotniczy Erywań

 Azerbejdżan
- Baku – Port lotniczy Baku

 Białoruś
- Mińsk – Port lotniczy Mińsk

 Gruzja
- Batumi – Port lotniczy Batumi
- Kutaisi – Port lotniczy Kopitnari
- Tbilisi – Port lotniczy Tbilisi

 Kazachstan
- Astana – Port lotniczy Nur-Sułtan

 Rosja
- Jekaterynburg – Port lotniczy Jekaterynburg
- Kazań – Port lotniczy Kazań
- Królewiec – Port lotniczy Kaliningrad
- Moskwa – Port lotniczy Moskwa-Domodiedowo
- Moskwa – Port lotniczy Moskwa-Szeremietiewo
- Moskwa – Port lotniczy Moskwa-Wnukowo
- Murmańsk – Port lotniczy Murmańsk
- Petersburg – Port lotniczy Petersburg-Pułkowo
- Soczi – Port lotniczy Soczi-Adler

 Turcja
- Stambuł – Port lotniczy Stambuł

 Turkmenistan
- Turkmenbaszy – Port lotniczy Turkmenbaszy

 Uzbekistan
- Taszkent – Port lotniczy Taszkent

 Zjednoczone Emiraty Arabskie
- Dubaj – Port lotniczy Dubaj
- Szardża – Port lotniczy Szardża